# Отмахов, Владислав Валерьевич
Владислав Валерьевич Отмахов (родился 29 мая 1974) — российский профессиональный хоккеист, защитник, тренер. Играл за «Динамо-Энергию» (Екатеринбург), ЦСК ВВС (Самара), «Молот-Прикамье» (Пермь), «Торпедо» (Нижний Новгород) и «Автомобилист» (Екатеринбург). Тренер хоккейного клуба «Южный Урал». С сезона 2023/24 возглавил Орский клуб. В сезоне 2022/23 работал ассистентом главного тренера в хоккейном клубе «Горняк-УГМК» (Верхняя Пышма).